# قلادة الجمهورية
قلادة الجمهورية هي ثاني أرفع الأوسمة المصرية بعد قلادة النيل وتمنح  لرؤساء الدول ولأولياء العهود ولنواب الرؤساء كما يجوز منحها للمواطنين المشهود لهم بالكفاءة والتفاني في خدمة الوطن، ولغير المواطنين الذين يقومون بخدمات جليلة للجمهورية أو للإنسانية. ويمنحها رئيس الجمهورية.

## القانون الخاص بها
تمنح القلادة بموجب المادة (5) من القانون رقم (12) لسنة 1972
«يجوز إهداء قلادة الجمهورية لرؤساء الدول ولأولياء العهود ولنواب الرؤساء، كما يجوز منحها للمواطنين المشهود لهم بالكفاية والتفاني في خدمة الوطن، ولغير المواطنين الذين يقومون بخدمات جليلة للجمهورية أو للإنسانية».

## قيمتها
هي من أرفع الأوسمة المصرية، وأصحاب القلادة يتسلمونها من يد رئيس الجمهورية كلما أمكن ذلك، ويعطون براءة موقعًا عليها من رئيس الجمهورية، ويؤدى التعظيم العسكري لأصحاب القلادة عند وفاتهم.

## الخامة
ذهب أو فضة مذهبة

## الوصف
هي سلسلة ذات فرعين يتعاقب فيها نوعان من الزخارف ذات الطراز الإسلامي، أحدهما بيضاوي الشكل والآخر سداسي الشكل، وتثبت أركانها في فرعي السلسلة، وتتصل بالسلسلة من طرفها الأدنى دائرة حفر عليها (الجمهورية)، وتتدلى منها حلية حفرت عليها زخارف مفرغة ويتوسطها النسر (شعار الجمهورية).

## أسلوب ارتدائها
تعلق القلادة حول الرقبة

## بعض الحاصلين على القلادة
- حازم الببلاوي
- محمد فوزي أمين فوزي
- كمال أحمد الجنزوري
- محمد متولي عبد الحافظ شعراوي
- جاد الحق علي جاد الحق
- عاطف محمد نجيب صدقي
- رفعت السيد المحجوب
- محمد عبد الحليم أبو غزالة
- أحمد فؤاد محي الدين
- أمين عبد اللطيف الرافعي
- محمد عبد الرحمن بيصار
- عبد الرحمن الرافعي
- مصطفى خليل
- نجيب باشا محفوظ
- علي باشا إبراهيم
- يوسف السباعي
- محمد حسني مبارك
- أحمد إسماعيل علي
- يوسف وهبي
- محمد أنور السادات
- محمد صدقي سليمان
- أم كلثوم
- محمد عبد الوهاب
- صلاح نصر
- أحمد عبده الشرباصي
- عبد المنعم القيسوني
- محمد عبد القادر حاتم
- حسين توفيق الحكيم
- عبد الله أمين محمود عصر
- المخابرات العامة
- وزارة الإسكان والتعمير
- هيئة قناة السويس
- رئاسة مجلس الوزراء
- وزارة الخارجية
- وزارة الداخلية
- وزارة التموين
- وزارة البترول
- وزارة الصحة
- وزارة الصناعة والتعدين
- وزارة النقل
- وزارة الحربية
- وزارة القوى العاملة
- وزارة الكهرباء
- وزارة الشئون الاجتماعية
- وزارة الإعلام
- وزارة الإنتاج الحربي
- المجلس الأعلى للشباب والرياضة
- الجهاز المركزي للتعبئة والإحصاء